# Самамиш
Сама̀миш (на английски: Sammamish) е град в окръг Кинг, щата Вашингтон, САЩ. Самамиш е с население от 34 104 жители (2000) и обща площ от 47,4 km². Намира се на 18 m надморска височина. ЗИП кодът му е 98074-98075, а телефонният му код е 425.